# Florent (art brut)
Pour les articles homonymes, voir Florent.
Florent, né en 1883 dans une famille de cultivateurs de  Seine-Maritime,  mort en 1955  à l'hôpital  psychiatrique de Sotteville-lès-Rouen où il était interné pour la deuxième fois, est un peintre d'art brut. 
Son nom est un pseudonyme que lui a donné le docteur Jean Benoiston qui l'a soigné en hôpital, au centre hospitalier des Quatre-Mares, là où Antonin Artaud a également été interné le 16 octobre 1938 à son retour d'Irlande. Le docteur Benoiston, qui a suivi l'évolution des travaux de Florent, dit qu'il s'agit « d'un malade fort intéressant que nous appellerons Florent. » 

## Le personnage
Florent a étudié à l'école primaire jusqu'à son certificat d'études, et  ensuite il entre comme chauffeur, puis mécanicien dans une entreprise de travaux publics, puis aux chemins de fer. Marié en 1909, propriétaire d'une épicerie-buvette cette même année, il part pour le front en 1914 où il est blessé. Il est atteint « d'une grave commotion cérébrale. » À  partir de 1917, il devient solitaire, se promenant seul dans les bois, observant la fabrication du charbon de bois dont il fait son métier après quatre ans d'apprentissage. Tandis que sa femme s'occupe de leur exploitation agricole, Florent se consacre uniquement au charbon de bois et il s'installe dans une maisonnette de garde forestier.
Son  évolution psychopathique apparaît en 1923, lorsqu'un de ses chevaux est tué à coup de couteau. Le docteur Benoiston pense que c'est lui qui a tué l'animal dans une crise de délire. En 1925, séparé de son épouse, Florent vit en solitaire jusqu'en 1932, date à laquelle un accident d'auto le rend inapte à son emploi. Son comportement de plus en plus bizarre le fait admettre à l'hôpital psychiatrique de Sotteville où il séjourne une première fois jusqu'en 1949, puis de nouveau en 1955 après un séjour à l'hospice de Sotteville.
Considéré par le docteur comme un autodidacte primaire, Florent exprime des idées délirantes d'empoisonnement et de persécution par « les sciences occultes aux mains des frères Chandeliers Charcutiers. » C'est à partir de 1944-1948 qu'il produit des dessins d'étrange facture, à tendance technique (Sortie du rapide sous la manche, Train d'atterrissage des avions, La terre et ses ramifications internes.)  Ses œuvres sont réunies dans un cahier où il transpose également ses recherches sur la « géologie » et la « physique des sols ». il abandonne progressivement le dessin pour sa « prospection minéralogique .»
À la fin de sa vie (1955), Le docteur Benoiston juge que Florent a accédé à une sorte de philosophie supérieure de l'existence : « Il semblait vouloir se reposer enfin, après de longues années de recherches et d'effort. À l'occasion de quelques entretiens, il parla de cette vie comme d'un Flim (film) qu'il avait écrit et adressé à un destinataire plus ou moins mythique . » Peu de temps avant sa mort, Florent se préoccupait encore de technique : « l'accident qui vient de se produire aux 24 Heures du Mans s'explique sans difficulté (...) » et il développe encore des théories.

## Œuvres
Elles ont été exposées dans leur intégralité au musée des arts décoratifs de Paris avec l'ensemble de la collection de Jean Dubuffet du 7 avril au 5 juin 1967. La liste des titres ci-dessous tient compte des fautes d'orthographe de l'artiste. Ce sont en majorité des dessins exécutés sur papier à la mine de plomb avec peinture à l'eau, parfois vernies, avec des inscriptions à l'encre, ou bien à l'huile, sur contreplaqué. Beaucoup de dessins sont réunis sur un cahier d'écolier. On en a répertorié une dizaine. « Ils étaient enfermés dans une boîte verrouillée dont il ne se séparait pas et dont le contenu fut dérobé jusqu'à sa mort à tout regard »
- Loi des contrastes en aviation, 1944-1949, dessin à la mine de plomb, peinture à l'eau et incitions à l'encre 29,5 × 18,5 cm  présenté à l'exposition d'art brut du musée des arts décoratifs avec onze autres de ses œuvres dont Moïse[11]
- Vers le tunnel blinder sous la Manche, 1944-1949 couvercle de$un coffre confectionné par Florent, huile sur contre-plaqué 35 × 84,5 cm,
- Historique Sotteville les Rouen dans la bataille du rail 1940-1949, mine de plomb, peinture à l'eau, inscription à l'encre 29,5 × 18,5 cm,
- Sortie du rapide sous la manche,
- Train d'atterrissage des avions,
- La Terre et ses ramifications internes , encore bleue, peinture à l'eau, inscription à l'huile, 27 × 20,5 cm[11]
- La sphère apicole, mine de plomb, peinture à l'eau vernie et inscriptions à l'encre29 × 22 cm[11]
- Susceur à friction, peinture à l'eau vernie , mine de plomb, inscription à l'encre 28,5 × 18,5 cm, 2 novembre 1951[12]
- Le Stato réacteur pulsatoir par catalyse, peinture à l'eau sur papier, inscriptions à l'encre,30 × 18,5 cm[12]
- Le réacteur pulsatoir sans turbines, mine de plomb, peinture à l'eau et inscriptions  à l'encre, 2 novembre 1951, 16,5 × 21 cm[12]
- La physique contemporaine de divers phénomènes hydro concaves, mine de plomb et inscriptions à l'encre sur deux feuilles de cahier d'écolier 32 × 22 cm[12]
- Hydrostatique P. du siphon, peinture à l'eau vernie sur deux pages de cahier d'écolier 32 × 22 cm[12]
- Étude pour le tunnel sous la manche, peinture à l'eau vernie, 22 × 31,5 cm[12]
- Tunnel, peinture à l'eau vernie sur cahier d'écolier,  16,5 × 20,5 cm[12]
- Sortie du rapide sous la manche  France-Angleterre, 18,5 × 28,5 cm[12] entre 1944 et 1949